# برنارد بي. راي
برنارد بي. راي (بالإنجليزية: Bernard B. Ray)‏ هو مخرج أمريكي، ولد في 18 نوفمبر 1895 في موسكو في روسيا، وتوفي في 10 ديسمبر 1964 في لوس أنجلوس في الولايات المتحدة.

## وصلات خارجية
- برنارد بي. راي على موقع IMDb (الإنجليزية)
- برنارد بي. راي على موقع أول موفي (الإنجليزية)
- برنارد بي. راي على موقع قاعدة بيانات الأفلام السويدية (السويدية)
- برنارد بي. راي على موقع قاعدة بيانات الفيلم (الإنجليزية)
- برنارد بي. راي على موقع كينوبويسك (الروسية)